# Dead Can Dance
Dead Can Dance — австралійський рок-гурт. Створений у 1981 році в Мельбурні. У дуже своєрідній музиці гурту, який інколи зараховують до жанрів дарквейв або готичний рок, поєднуються впливи електронної музики, альтернативного року, неокласики, середньовічних хоралів а також етно (переважно східноєвропейського і арабського походження). Члени гурту — Ліза Джеррард та Брендан Перрі. Початково «Dead Can Dance» був квінтетом, а під час гастролей та студійних записів у його складі виступало до 15 музикантів. Пісні гурту здебільшого мають містичні та символічні сюжети. Манеру співу Лізи Джеррард інколи порівнюють з вокалом Елізабет Фрейзер з Cocteau Twins. Гурт проіснував до 1998 року, у 2005 музиканти ще раз об'єдналися для всесвітнього концертного турне. У 2011 році на сторінках офіційного блогу оголошено про возз'єднання групи. У 2012 рік відбулося світове турне на підтримку альбому Anastasis. На 2019 рік було заплановано світове турне у підтримку нового альбому Dionysus, але його було відкладено на 2021 рік через COVID-19
Назва гурту («Мертві можуть танцювати») інтерпретується зазвичай як здатність повертати життя чомусь, що було мертвим або забутим. Інструменти, які використовують музиканти, є старовинними, забутими або недоступними для широкого вжитку. За іншою інтерпретацією назва базується на алегорії «танку смерті» (фр. danse macabre). Ще однією інтерпретацією є ідея надання життя неживим предметам.

## Історія
Ліза Джеррард та Брендан Перрі — обидва англо-ірландського походження — познайомилися у 1980 році в Мельбурні. У травні 1983 року музиканти переїжджають до Лондона, де незабаром підписують контракт з незалежною студією 4 AD. У лютому 1984 року виходить перший альбом гурту Dead Can Dance, який містить композиції чотирьох попередніх років. На обкладинці альбому було зображено ритульну маску з Папуа-Нової Ґвінеї. У цій візуалізації втілено головну музичну ідею — перехід неживого у живе і навпаки: маска була частиною дерева, яке перетворилося у неживу матерію. Однак вправність митця надала масці нового життя у її ритуальному використанні.
Джеррард та Перрі залишилися невдоволеними якістю запису дебютного альбому. У другому альбомі Spleen and Ideal, який вийшов у листопаді 1985 року і зайняв друге місце у хіт-парадах indie, музиканти відмовляються від електрогітар і використовують натомість класичні інструменти, зокрема, віолончель, литаври та тромбони. На Within the Realm of a Dying Sun Перрі намагається повністю відійти від загальноприйнятих моделей рок-музики. Він зосереджує свою увагу на класичній музиці, головно на музиці бароко з її контрапунктовими структурами. Музиканти вирішують працювати надалі лише з класичними інструментами у супроводі семплерів та комп'ютерів. Ці нові впливи проявляються вже на четвертому альбомі гурту The Serpent's Egg, у якому елементи етномузики поєднуються з електронними. Після цього Джеррард та Перрі переїжджають на деякий час до Іспанії, де пишуть музику до фільму Авґустіна Вілларонґи (ісп. Augustin Villaronga) «El Nino De La Luna». У цьому фільмі, який показали на Канському фестивалі у 1989 році, Джеррард вперше виступила в ролі акторки.
У 1990 році Dead Can Dance вперше виїжджають на гастролі до США. На альбомі Aion, який виходить у цьому ж році, помітний вплив сакральної та літургійної музики епохи Ренесансу, музиканти використовують середньовічні музичні інструменти. Для Into the Labyrinth характерне поєднання примітивного етно з електронною музикою. Цей альбом став одним найуспішнішим у комерційному плані (поруч з «Spiritchaser») і увійшов до Top 50 британських хіт-парадів.

## Склад гурту
- Ліза Джеррард (Lisa Gerrard, *12 квітня 1961) — вокал (альт), перкусія
- Брендан Перрі (Brendan Perry, *30 червня 1959) — вокал (баритон), клавішні, гітара, перкусія

## Дискографія

### Альбоми
- Dead Can Dance (1984)
- Spleen and Ideal (1985)
- Within the Realm of a Dying Sun (1987)
- The Serpent's Egg (1988)
- Aion (1990)
- Into the Labyrinth (1993)
- Toward the Within (1994)
- Spiritchaser (1996)
- Anastasis (2012)
- Dionysus (2018)

### Мініальбоми
- Garden of the Arcane Delights (1984)